# اس‌ام‌اس مولتکه (۱۸۷۷)
اس‌ام‌اس مولتکه (۱۸۷۷) (به انگلیسی: SMS Moltke (1877)) یک کشتی بود که طول آن ۸۲ متر (۲۶۹ فوت ۰ اینچ) بود. این کشتی در سال ۱۸۷۷ ساخته شد.